# Ламанж, Абдель
Абде́ль Лама́нж (фр. Abdel Aziz Lamanje Ngapou; 27 июля 1990, Дуала, Камерун) — французский футболист, защитник.

## Карьера
Родился в камерунском городе Дуала, откуда в трёхлетнем возрасте переехал во французский Авиньон.
Футболом начал заниматься в шестилетнем возрасте в футбольной школе города Авиньон. Затем переехал в школу «Страсбурга», где занимался на протяжении четырёх сезонов. Первой профессиональной командой стал «Гренобль».
В 2011 году, после того как «Гренобль» вылетел из второй лиги, Абделю предложили попробовать свои силы в зарубежном чемпионате. Успешно пройдя просмотр в «Шиннике», подписал контракт с ярославской командой до 2013 года. По завершении контракта перешёл в волгоградский «Ротор». На следующий сезон волгоградский клуб из-за недофинансирования был исключён из ФНЛ и Абдель занялся поиском новой команды. Находился на просмотре в клубе «Уфа», но в состав дебютанта Премьер-лиги пробиться не смог и вернулся в «Шинник».
В январе 2016 года заключил однолетний контракт с казахстанским клубом «Атырау». А через год перешёл в кызылординский «Кайсар».

## Достижения
«Кайсар»
- Обладатель Кубка Казахстана: 2019

## Клубная статистика
| Клуб             | Сезон            | Чемпионат        | Чемпионат | Чемпионат | Кубок | Кубок | Итого | Итого |
| Клуб             | Сезон            | Уров.            | Игры      | Голы      | Игры  | Голы  | Игры  | Голы  |
| ---------------- | ---------------- | ---------------- | --------- | --------- | ----- | ----- | ----- | ----- |
| Гренобль         | 2010/11          | II               | 2         | 0         | 1     | 0     | 3     | 0     |
| Шинник           | 2011/12          | II               | 21+1      | 1         | 0     | 0     | 22    | 1     |
| Шинник           | 2012/13          | II               | 28        | 0         | 1     | 0     | 29    | 0     |
| Шинник           | Итого            | Итого            | 50        | 1         | 1     | 0     | 51    | 1     |
| Ротор            | 2013/14          | II               | 33        | 0         | 3     | 0     | 36    | 0     |
| Шинник           | 2014/15          | II               | 26        | 0         | 2     | 0     | 28    | 0     |
| Шинник           | 2015/16          | II               | 22        | 0         | 0     | 0     | 22    | 0     |
| Шинник           | Итого            | Итого            | 48        | 0         | 2     | 0     | 50    | 0     |
| Атырау           | 2016             | I                | 0         | 0         | 0     | 0     | 0     | 0     |
| Всего за карьеру | Всего за карьеру | Всего за карьеру | 133       | 1         | 7     | 0     | 140   | 1     |